# 박성현 (성우)
박성현은 대한민국의 성우이다. 1992년 KBS에 입사했으며, 현재는 KBS 23기이다. 한국방송 성우극회 소속.

## 주요 출연작품

### 영화
- 행복했던 여자 (KBS)
- 재회의 길 (KBS)